# Merihun Crespi
Merihun Crespi (né le 15 décembre 1988 à Blaten en Éthiopie) est un athlète italien, spécialiste du demi-fond.

## Biographie
Le meilleur temps de Merihun Crespi sur 1 500 m est de 3 min 37 s 67, obtenu sur la piste d'athlétisme du Campo XXV Aprile à Milan dans le cadre du meeting « Walk and Middle Distance Night » le 29 septembre 2011. Cette même année, il est également détenteur du titre de champion d'Italie sur la même distance. 
Il avait participé aux Championnats du monde jeunesse à Marrakech en 2005 et aux Championnats du monde de cross à Mombasa en 2007. Médaille d'or junior par équipes lors des Championnats d'Europe de cross-country 2006 et médaille de bronze lors des Championnats d'Europe juniors d'athlétisme 2007.